# ALE-HOP
ALE-HOP es una cadena española de tiendas de regalo que comercializa moda, papelería, diferentes accesorios de hogar y decoración española con tiendas en España, Portugal, Croacia e Italia. Sus diseños son propios y exclusivos de la marca y actualmente trabajan un total aproximado de 6.000 referencias de producto. Es conocida por tener una figura de una vaca de gran tamaño en cada una de sus tiendas.

## Historia
ALE-HOP es una empresa española de origen alicantino.
Vicente Grimalt, el fundador y gerente de la marca, comenzó su andadura en 1968 con apenas 17 años. En ese entonces, se dedicaba a la autoventa de productos propios de su localidad natal, Gata de Gorgos (Alicante), entre los que destacaron los famosos capazos y sombreros. Fundó en 1991 la empresa CLAVE DENIA S.A.U, dedicada a la venta al por mayor.
Años después, en 2001, Vicente Grimalt decidió apostar por una línea de productos totalmente diferente, incluyendo accesorios, juguetes, papelería y textil. La primera tienda bajo el nombre de ALE-HOP fue abierta el mismo año en la Calle de la Paz de Valencia.
En 2020 la empresa comenzó su digitalización y se lanzó a la venta por internet, realizando envíos a España (Península y Baleares), Francia, Italia, Austria, Bélgica, Alemania y Luxemburgo.
En octubre de 2021 ALE-HOP inauguró su primera tienda en Croacia en la ciudad de Zadar y en 2022 su primera tienda en Italia, replicando el modelo de tiendas propias de España.

## Presencia geográfica

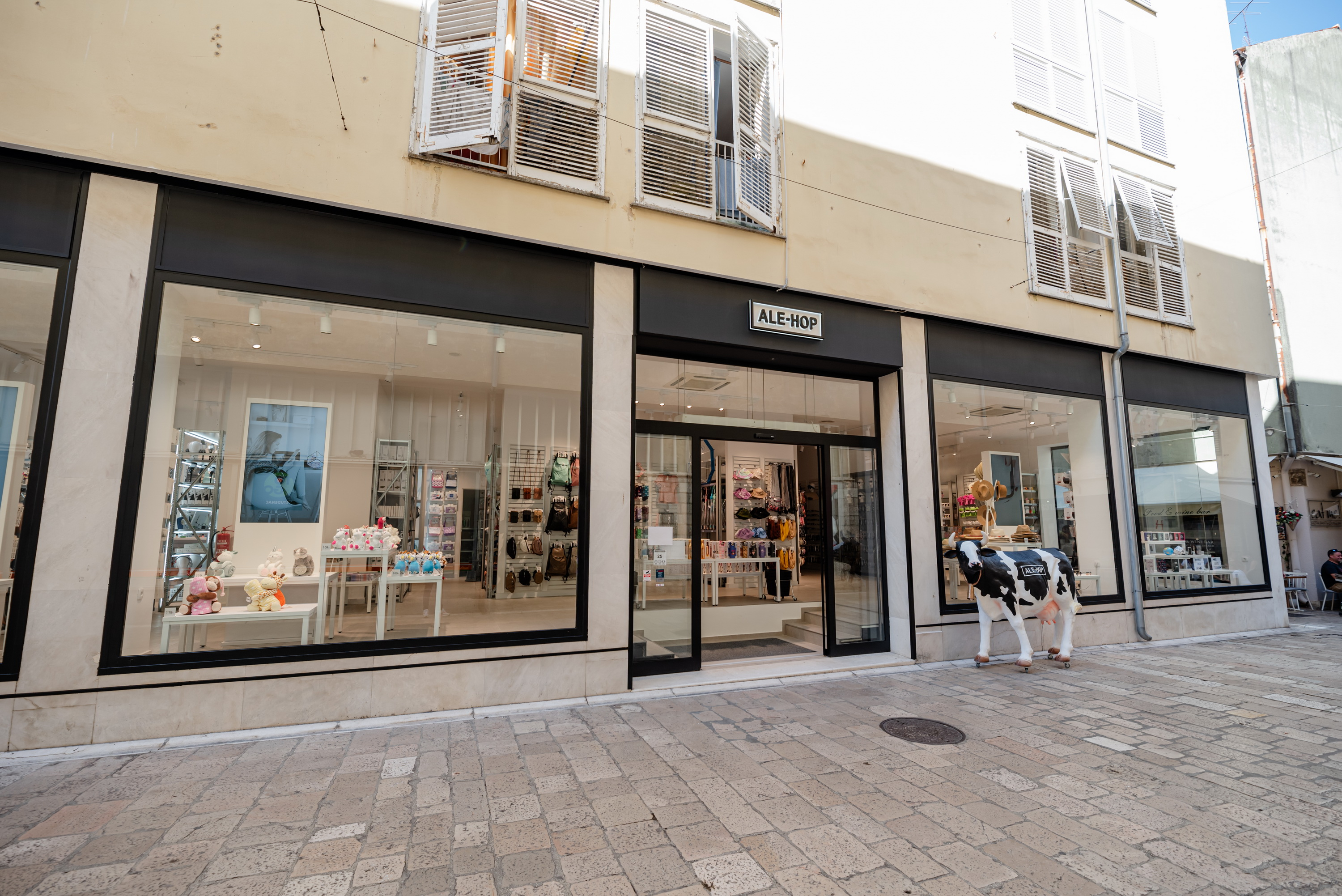
Tienda ALE-HOP en Zadar, Croacia.

La empresa cuenta con un total de 40.500 m² de superficie logística repartidos en tres centros; uno en Ondara, otro en Bellreguard donde se sitúan sus oficinas y su sede social y un tercero en la localidad de Oliva e inaugurado en 2024.
Actualmente cuenta con más de 340 tiendas físicas repartidas por España, Portugal, Italia y Croacia, siendo la gran mayoría tiendas propias a excepción de algunas tiendas franquicias distribuidas principalmente en el País Vasco, Portugal, y Croacia.[cita requerida]
| Comunidad autónoma   | Nº de tiendas |
| -------------------- | ------------- |
| Comunidad Valenciana | 60            |
| Andalucía            | 53            |
| Cataluña             | 36            |
| Islas Canarias       | 35            |
| Comunidad de Madrid  | 14            |
| País Vasco           | 13            |
| Islas Baleares       | 12            |
| Castilla y León      | 7             |
| Región de Murcia     | 5             |
| Galicia              | 4             |
| La Rioja             | 2             |
| Aragón               | 2             |
| Cantabria            | 2             |
| Castilla-La Mancha   | 2             |

| Comunidad autónoma           | Nº de tiendas |
| ---------------------------- | ------------- |
| Área metropolitana de Lisboa | 19            |
| Norte                        | 11            |
| Centro                       | 10            |
| Algarve                      | 9             |
| Madeira                      | 4             |
| Alentejo                     | 2             |
| Oeste e Vale do Tejo         | 2             |
| Total: 53                    |               |

| País    | Nº de tiendas |
| ------- | ------------- |
| Italia  | 11            |
| Croacia | 5             |

## Controversias

### Productos de índole sexista
En abril de 2018, el Sindicato de Enfermería SATSE exigió la retirada de uno de sus productos: un bolígrafo con forma de enfermera, por mostrar "una imagen estereotipada y sexista de las mujeres enfermeras atentando contra su honor y dignidad". El presidente del sindicato se pronunció sobre el tema: “No es de todo punto admisible que, en pleno siglo XXI, se muestre a las profesionales de Enfermería como mujeres con vestidos ajustados y cortos, y una anatomía voluptuosa proclive a sugerir determinados pensamientos o fantasías de índole sexual”.

### Conflictos laborales
En 2021 el sindicato CNT interpuso una demanda contra la compañía. La compañía habría incumplido el convenio colectivo del sector. ALE-HOP respondió con dos meses de suspensión de empleo y sueldo a tres trabajadoras de la sección sindical de CNT, contra las que además se querelló en una demanda que fue desestimada. Se produjeron movilizaciones solidarias y concentraciones frente a los centros de trabajo de todo el país en respuesta a estos actos.
En julio de 2025, la empresa dejó de trabajar con la influencer Valenardat, supuestamente por su activismo y posicionamiento político en redes sociales, como su posicionamineto sobre la gestión de la gota fría de 2024 de Carlos Mazón y el gobierno valenciano. ALE-HOP aclaró que su relación se gestionaba a través de una agencia de comunicación externa y que nunca han despedido a ningún trabajador por motivos ideológicos o políticos.

### Demanda por plagio desestimada
En 2021 la empresa fue demandada por Mr. Wonderful por "copiar sistemáticamente" los diseños de sus productos. No obstante, Mr. Wonderful perdió el pleito contra ALE-HOP, donde la jueza falló que el estilo que comparten ambas, es una moda y no un estilo que pertenezca en exclusiva a Mr. Wonderful. Asimismo, recordó que ALE-HOP ya venían comercializando los productos sujetos a conflicto desde 2001, 11 años antes de que Mr. Wonderful se fundara en 2012.